# Obertrum am See
Obertrum am See ist eine Marktgemeinde im Salzburger Land im Bezirk Salzburg-Umgebung in Österreich mit 5022 Einwohnern (Stand 1. Jänner 2024).

## Geografie

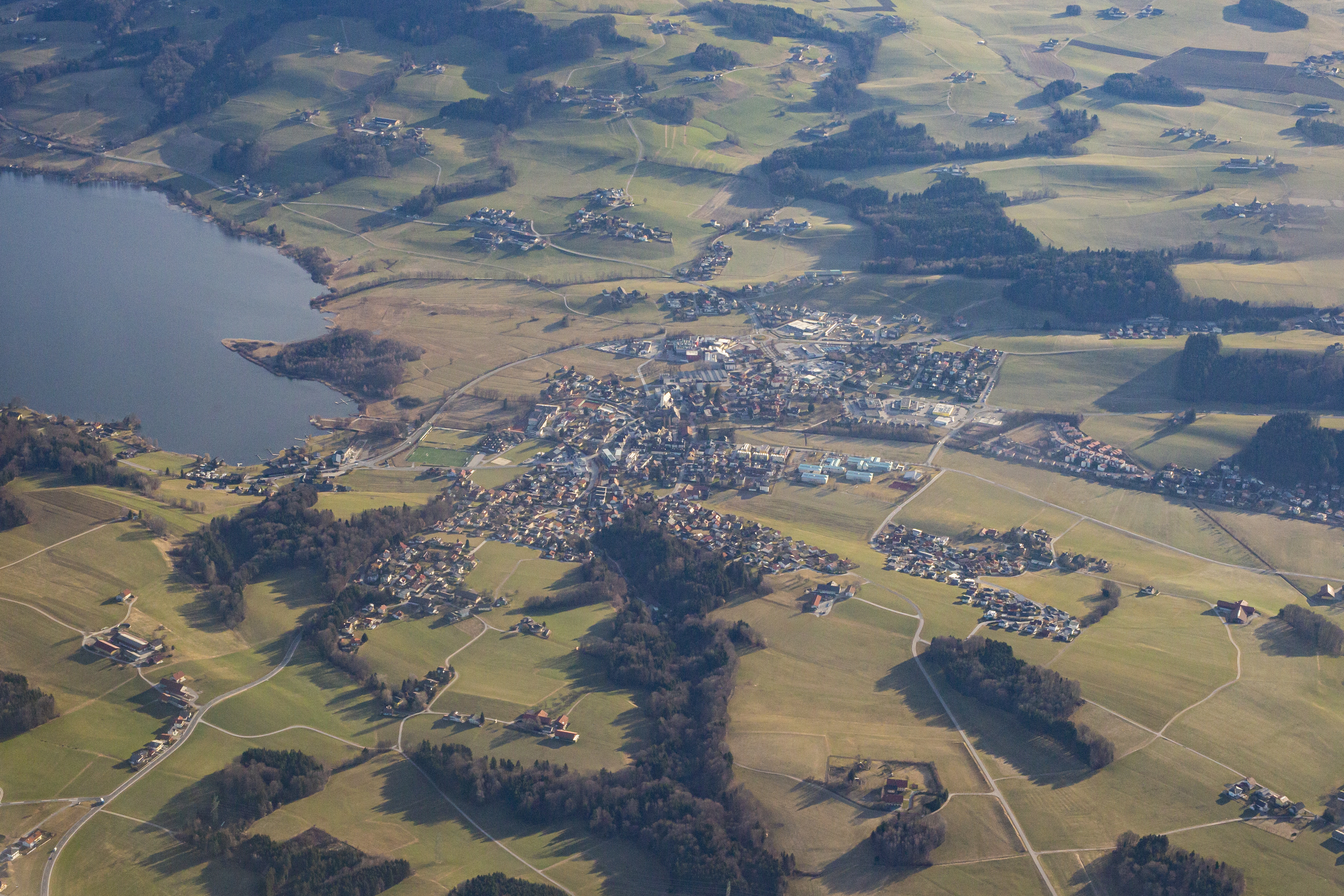
Luftbild

Die Gemeinde liegt im Norden des Flachgau im Salzburger Alpenvorland am Südende des Obertrumer Sees (oberer Teil des Mattsees). Bis Ende Mai 1923 gehörte die Gemeinde zum Gerichtsbezirk Mattsee, 1923–2023 war sie Teil des Gerichtsbezirks Neumarkt bei Salzburg und seither des Gerichtsbezirks Seekirchen am Wallersee. Das größte Gewässer ist die Mattig, die beim Ort Obertrum in den See mündet. Weitere kleinere Gewässer sind der Bischlsroiderbach, der Haberbach, der Köllererbach, der Giglsederbach und der Kirchstättbach, die entweder zum Haberbach oder direkt in die Mattig entwässern. Hier am See liegt mit 500 Meter über dem Meer die tiefste Stelle des Gemeindegebietes, der höchste Punkt liegt am Haunsbergrücken beim Wurzelthron mit 800 Meter.
Die Fläche beträgt 21,27 Quadratkilometer. Davon sind 71 Prozent landwirtschaftliche Nutzfläche und 16 Prozent sind bewaldet.

### Gemeindegliederung
Das Gemeindegebiet umfasst folgende drei Ortschaften (in Klammern Einwohnerzahl Stand 1. Jänner 2024):
- Au (262) samt Absmann, Ammeroid, Brandstätt, Doppl, Dorfleiten, Kravogl, Simmerstatt und Webersdorf
- Mühlbach (593) samt Altenberg, Außerwall, Bruckmoos, Hohengarten, Korndobl, Kothingstraß, Moos, Neuhäusl, Oberbruckmoos, Rablstätt, Schönstraß, Schörgstätt, Spitzesed, Sulzberg, Übertsroid, Unterbruckmoos und Wenglberg
- Obertrum am See (4167) samt Bambach, Bischelsroid, Grub, Hamberg, Ibertberg, Katzelsberg, Kirchstätt, Köllern, Lindenhof, Mattich, Mühl, Pötzelsberg, Sixtenmühle, Staffl und Thur

Die Gemeinde besteht aus den Katastralgemeinden Obertrum und Schönstraß.

### Nachbargemeinden
|                      | Seeham                                      | Mattsee                 |
| Nußdorf am Haunsberg | Kompassrose, die auf Nachbargemeinden zeigt |                         |
| Anthering            |                                             | Seekirchen am Wallersee |

## Geschichte
Um Christi Geburt war die Gegend am Obertrumer See von den Römern besiedelt. In Kirchstätt (Obertrum) fand man ein „Hypokaustum“ (Heizungsanlage) aus der Römerzeit.
Die älteste bisher bekannte Ortsbezeichnung fällt in das Jahr 1143 als „Druma“, die so viel bedeutet wie „oberes Ende des Seebeckens“. In vorgeschichtlicher Zeit waren die drei Trumer-Seen zu einem See (dem Mattsee) verbunden und Funde weisen darauf hin, dass sie als Schifffahrtsweg benutzt worden sind.
Bis zum Jahre 1398 war das Bistum Passau Besitzer der Herrschaft Mattsee, die alleiniger Grundherr des Ortes Obertrum war. 1398 kam der Ort zum Erzstift Salzburg, das 1803 säkularisiert und in das Kurfürstentum Salzburg umgewandelt wurde. Mit diesem kam es 1805 an Österreich, 1810 an das Königreich Bayern und 1816 endgültig an Österreich. Kirchlich gehörte die Pfarre Obertrum noch bis 1807 zum Bistum Passau.

### Bevölkerungsentwicklung

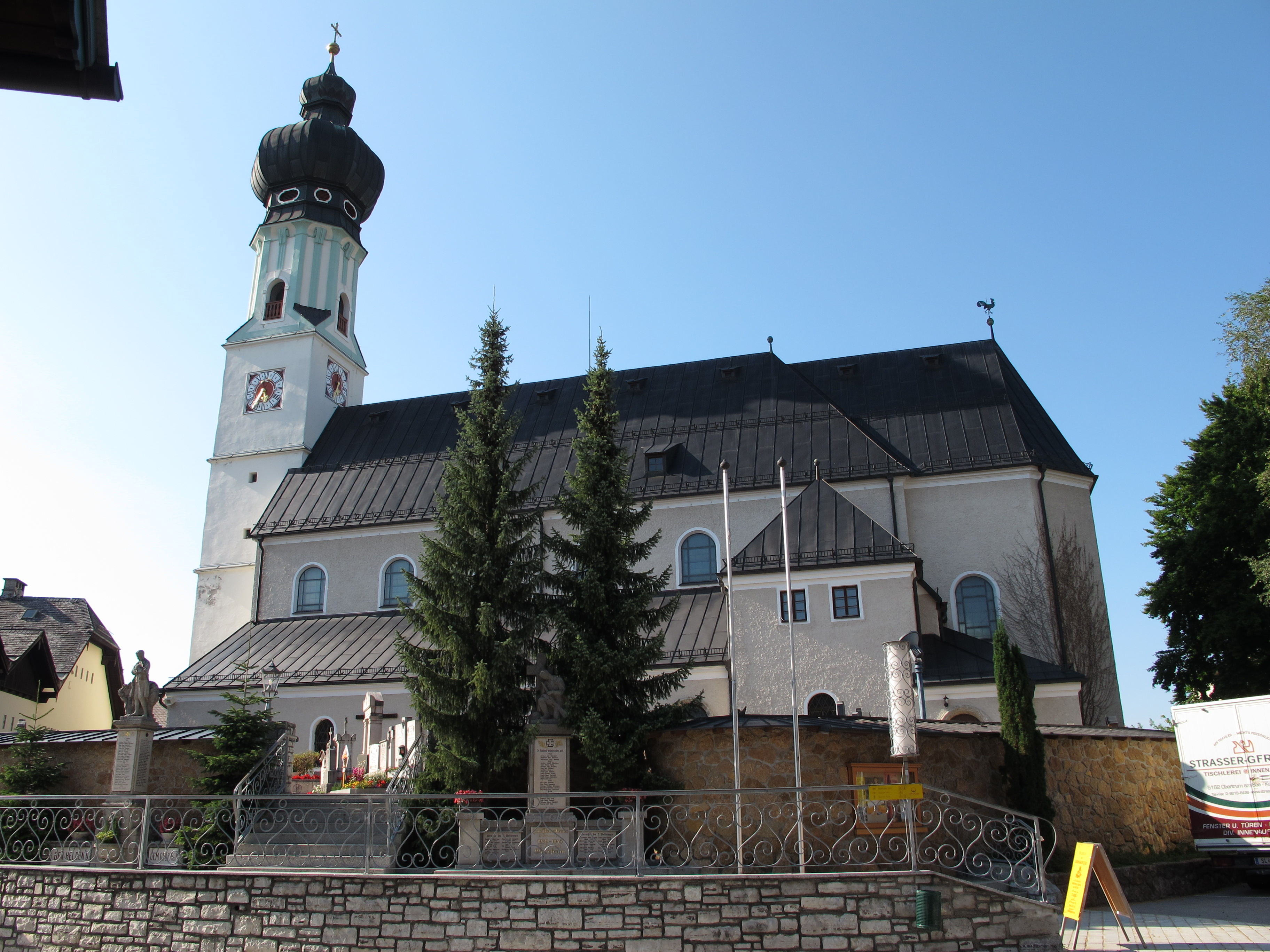
Pfarrkirche Obertrum am See

## Politik

### Gemeinderat
| Gemeinderatswahl 2024Wahlbeteiligung: 65,6 % 80706050403020100 72,0 % (−3,3 %p)14,2 % (+4,8 %p)13,8 % (+3,0 %p)n. k. % (−4,5 %p) ÖVPGRÜNEFPÖNEOS20192024 |

Die Gemeindevertretung hat insgesamt 25 Mitglieder.
- Mit den Gemeindevertretungs- und Bürgermeisterwahlen in Salzburg 2004 hatte die Gemeindevertretung folgende Verteilung: 12 ÖVP, 7 SPÖ, und 2 FPÖ.
- Mit den Gemeindevertretungs- und Bürgermeisterwahlen in Salzburg 2009 hatte die Gemeindevertretung folgende Verteilung: 15 ÖVP, 4 SPÖ, und 2 FPÖ.[5]
- Mit den Gemeindevertretungs- und Bürgermeisterwahlen in Salzburg 2014 hatte die Gemeindevertretung folgende Verteilung: 16 ÖVP, 2 FPÖ, 1 SPÖ, 1 Grüne und 1 NEOS.[6]
- Mit den Gemeindevertretungs- und Bürgermeisterwahlen in Salzburg 2019 hatte die Gemeindevertretung folgende Verteilung: 16 ÖVP, 2 FPÖ, 2 Grüne und 1 NEOS.[7]
- Mit den Gemeindevertretungs- und Bürgermeisterwahlen in Salzburg 2024 hat die Gemeindevertretung folgende Verteilung: 19 ÖVP, 3 Grüne und 3 FPÖ.[8]

### Bürgermeister
- 1993–2008 Matthias Leobacher (ÖVP)[9]
- seit 2008 Simon Wallner (ÖVP)[10]

### Wappen

Das Wappen wurde der Gemeinde 1926 verliehen: „In Silber ein roter Wolf, im Rachen einen blauen Fisch und mit den Vorderpfoten einen naturfarbenen gestümmelten Ast haltend.“
Der Fisch symbolisiert die Lage des Ortes am See; das Aststück (oberes Trumm) spielt auf den Ortsnamen an.

## Kultur und Sehenswürdigkeiten

### Bauwerke
- Wallburgen am Haunsberg, Kaiser-Franz-Joseph-Jubiläumskapelle am Haunsberg mit der Kaiserbuche.
- Katholische Pfarrkirche Obertrum am See hl. Jakobus der Ältere

### Museen, Kleinkunst
- Heimatmuseum im Einlegerhaus
- Puppenwelt
- Bierkabarett: Seit 1992 treten unter dem Motto „Kabarett & Kleinkunst findet auch am Land statt“ einmal im Monat Kabarettisten aus Österreich und Deutschland auf.

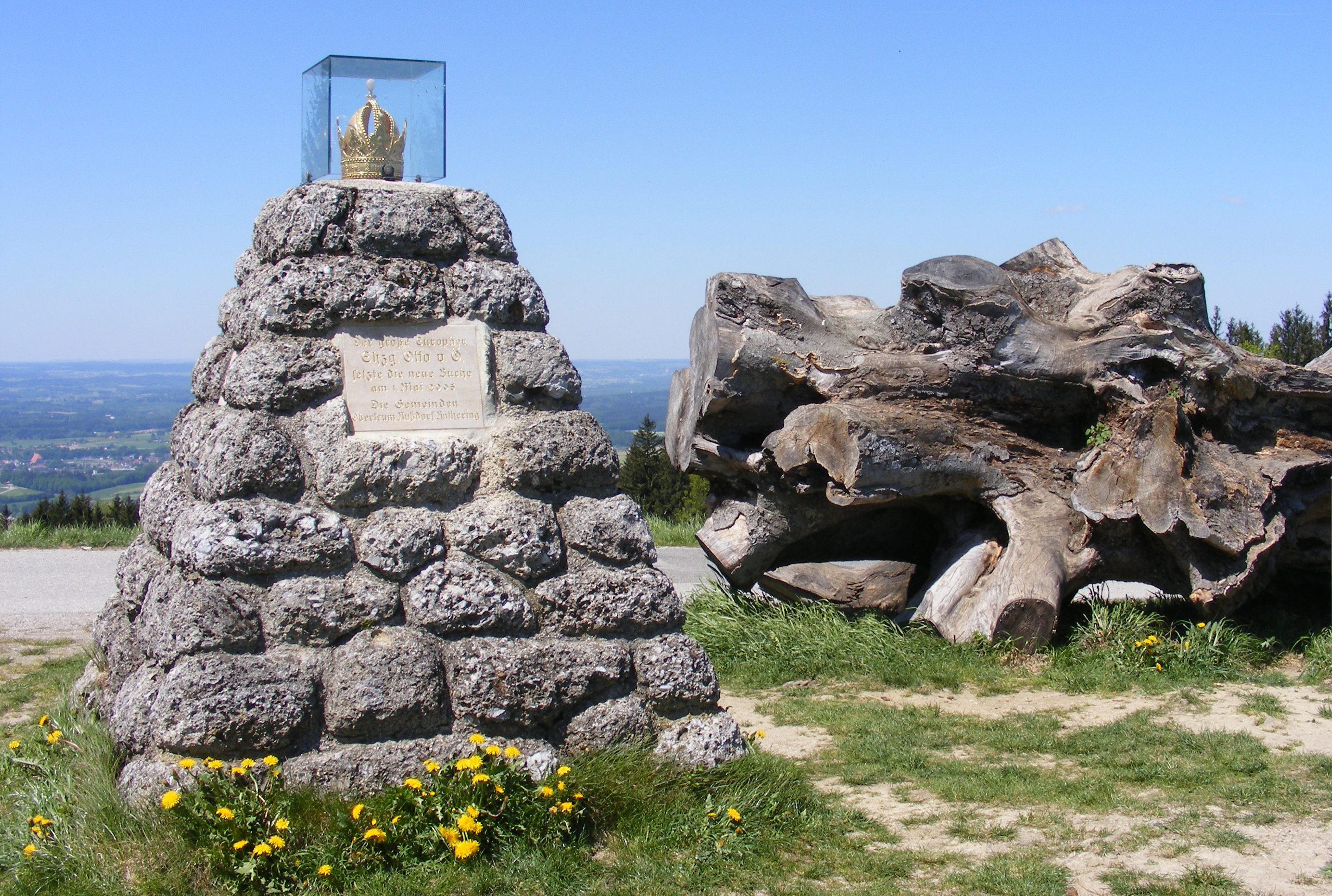
Kaiserbuche, Denkmal

### Naturdenkmäler
- Etwa sechs Kilometer südwestlich des Orts befindet sich die Kaiserbuche, ein beliebtes Ausflugsziel. Die Buche wurde 2004 von einem Sturm gefällt und 2005 neu gepflanzt.
- Auf dem Gelände der Trumer Privatbrauerei stehen drei 140- bis 200-jährige Sommerlinden.
- Stieleiche auf einer Terrasse oberhalb der Mattig

### Vereine
- Jugendfeuerwehr
- Musikverein Obertrum
- Österreichische Wasserrettung
- Radclub Trumerseen
- Sport & Oik
- Beachvolleyballverein Dauerdampf
- Union Sportklub Obertrum
- Trachtenverein D´Seerosner
- Landjugend Obertrum
- JVP Obertrum
- Prangerstutzenschützen
- Kameradschaftsbund
- Turn- und Bewegungsverein
- TrumerTriTeam – Triathlonverein
- Eisschützenverein Obertrum
- Dart Verein – Überdruma
- Obst und Gartenbauverein Obertrum
- OTC – Tennisverein Obertrum
- Seniorenbund Obertrum

### Sport
- Nach etlichen Jahren in der 2. Landesliga stieg der Union Sportklub Obertrum mit Ende der Saison 2022/23 in die 1. Klasse Nord ab.[11]
- Stocksport: Die Obertrumer Eisschützen zählen sowohl auf Eis als auch auf Asphalt zu Österreichs erfolgreichsten Mannschaften.
- Triathlon: Seit 2010 findet im Juli der Trumer Triathlon statt, der mittlerweile fixer Bestandteil des österreichischen Triathlonveranstaltungskalenders ist. Bei der Veranstaltung werden sieben Triathlonbewerbe durchgeführt, unter anderem Mitteldistanz, olympische Distanz und Sprintdistanz. Im Rahmen des Trumer Triathlon finden regelmäßig Österreichische Staatsmeisterschaften und Salzburger Landesmeisterschaften einzelner Distanzen statt.

## Wirtschaft und Infrastruktur

### Wirtschaftssektoren
Von den 87 landwirtschaftlichen Betrieben des Jahres 2010 wurden 59 im Haupt-, 27 im Nebenerwerb und 1 von einer Personengemeinschaft geführt. Im Produktionssektor arbeiteten 332 Erwerbstätige im Bereich Herstellung von Waren, 147 in der Bauwirtschaft, 25 in der Energieversorgung und 2 in der Wasserver- und Abfallentsorgung Die wichtigsten Arbeitgeber des Dienstleistungssektors waren die Bereiche Handel (330), soziale und öffentliche Dienste (272), freiberufliche Dienstleistungen (150) und Beherbergung und Gastronomie (113 Mitarbeiter).
| Wirtschaftssektor            | Anzahl Betriebe | Anzahl Betriebe | Erwerbstätige | Erwerbstätige |
| Wirtschaftssektor            | 2011            | 2001            | 2011          | 2001          |
| ---------------------------- | --------------- | --------------- | ------------- | ------------- |
| Land- und Forstwirtschaft 1) | 87              | 104             | 120           | 135           |
| Produktion                   | 49              | 39              | 506           | 383           |
| Dienstleistung               | 300             | 168             | 1029          | 714           |

1) Betriebe mit Fläche in den Jahren 2010 und 1999
Betriebe
Trumer Privatbrauerei

### Bildung
Bildungsangebote in Obertrum am See sind:
- Institut für Frühpädagogik
- Legasthenie-Therapie
- Mittelschule
- Volksschule

## Persönlichkeiten
Ehrenbürger
- Matthias Leobacher (1942–2014), Landwirt und Bürgermeister[16]
- Josef Meßner (* 1936), 1971–2005 Pfarrer in Obertrum am See, 1982–1995 Dechant vom Dekanat Köstendorf; Ernennung 1996[17]

Söhne und Töchter
- Judas Thaddäus Zauner (1750–1815), Rechtswissenschaftler, Historiker und Hochschullehrer
- Hans Eibl (1936–2019), Komponist, Dirigent und Klarinettist

Personen mit Bezug zur Gemeinde
- Walter Kappacher (1938–2024), Schriftsteller, lebte in Obertrum.
- Roberto Blanco (* 1937), Schlagersänger, wohnte ab 2011 einige Jahre lang im Ort.
- The Makemakes, Musikgruppe, Firmensitz und Studio in Obertrum.
- Hannes Költringer (* 1980), Politiker, Abgeordneter zum Salzburger Landtag